# 値札

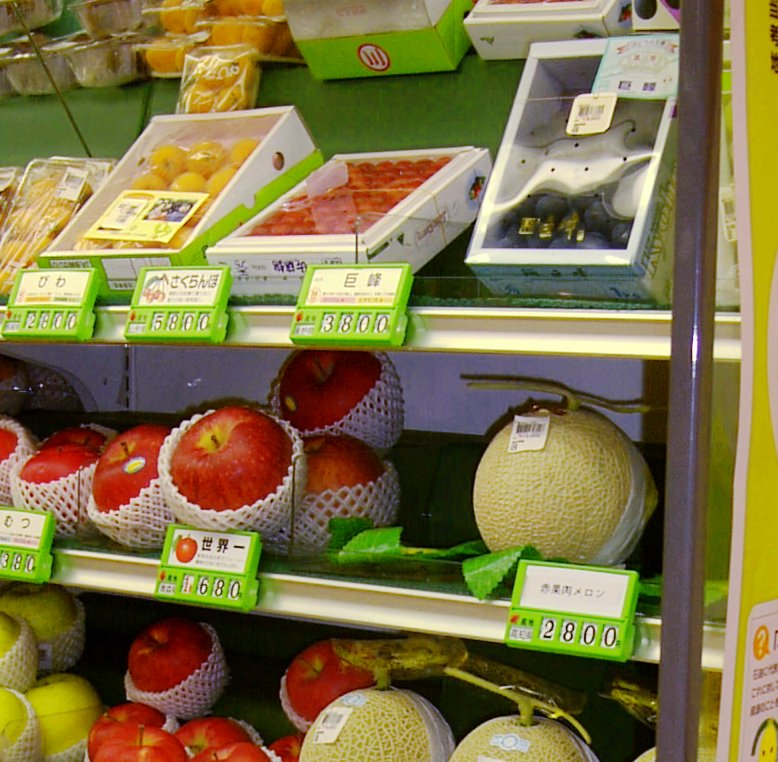
果物の例

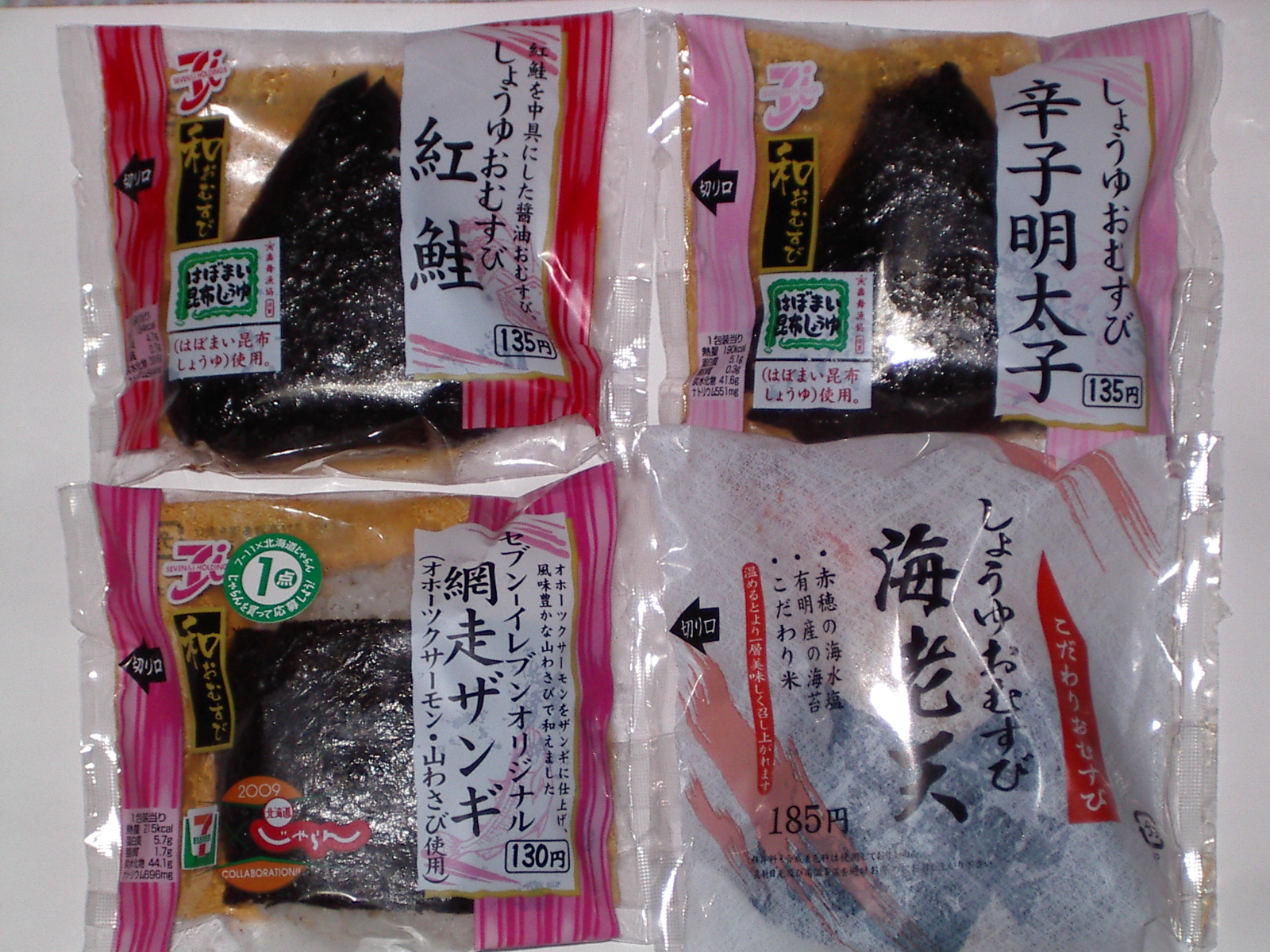
卸す側に売価決定権がある場合はパッケージに直接、値段が印刷されることもある。

値札（ねふだ、英: price card、price tag、price label）は、小売店側が客に示すために商品の価格を記した札。メーカーの出荷時点で既に付けている場合、流通の途中段階で付ける場合、小売店に商品が到着してから付ける場合など、そのタイミングはさまざまである。また、単に（ショーウインドーなどで）商品の近くに置いたものも含めて、値札と呼ぶことがある。

## 概要
商品一つ一つに付ける例では、日用雑貨品のシール（ラベル・ステッカー）を直接貼る形式、衣料品などの糸・チェーン・タグピンなどで付ける形式が挙げられる。その他、補強の鳩目がある荷札のような種類もある。ほとんどの場合、紙・合成樹脂製である。
なお、バーコードの普及による会計作業の合理化も関与している。それに伴い、例えばスーパーマーケットでは値札の使用が少なくなっていった。青果物や店内で包装加工するその他の生鮮食品などを除き、各商品置き場に1つの値札を設置し、まとめて掲示することで済ませる方式も増えている。そんな中、商品入替による処分価格販売のワゴンコーナーでは、値札シールが今も用いられている。

## 歴史
19世紀後半までは、ほとんどの場合、小売商品に定価が存在せず、客は店員と価格交渉をしていた。これの例外として、客ごとに異なった代金を徴収するのはおかしいのではないかと考えたクエーカーが挙げられる。この考え方は、現在では価格差別として知られている。1870年頃から、フィラデルフィアのワナメーカーズとニューヨークのメイシーズは商品に物理的なタグを付け始めることで、値切り交渉を排除した。値段タグは新人の店員に対する訓練期間の短縮にも一役買った。新人店員は、値切り交渉のテクニックやいくらまでなら売ることができるかという販売価格の範囲を記憶せずに済むようになったのだ。
かつての大規模店舗では、カウンターの後ろで商品を保管していたため、店員は客が欲しがっている商品を取りに行く必要があった。ピグリー・ウィグリーは、1916年、客が商品を取りに行くセルフサービスを初めて展開した食料品ストアチェーンであるが、全商品に値札タグを付けた初めての小売店でもあった。価格タグは瞬く間に西洋の小売店で一般的になり、価格交渉はほとんど見られなくなった。

## 値札シール

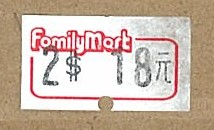
値札シールの例

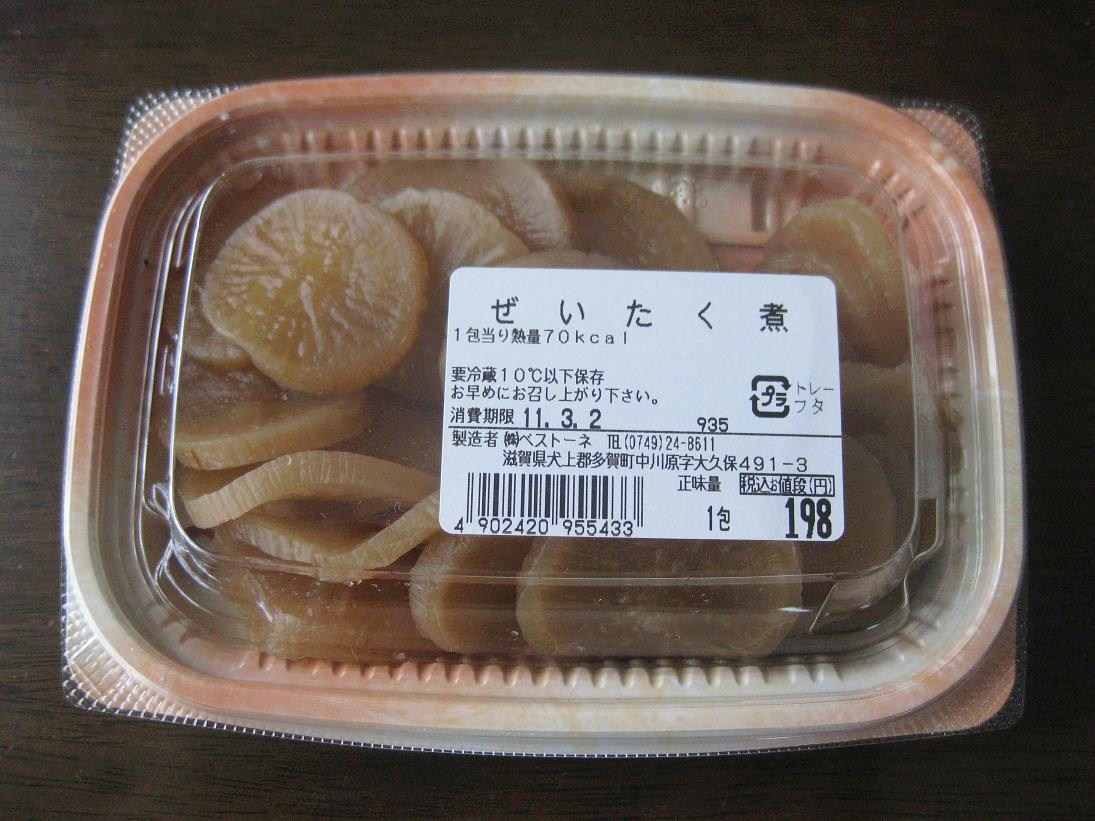
原材料や生産者の表示と共に売価も示すシール。会計の時はバーコードを読み取る。

シール状のものを商品に手動で貼る機械はハンドラベラーと呼ばれ、1962年にサトーホールディングス株式会社が、世界で初めて開発したという。
近年では経年による糊のこびりつきを嫌う（古本・バーゲンブックなど）消費者のため、「シールはがし液」が文房具メーカーなどから発売されている。またシールの剥がれ防止のためにセロハンテープなど透明なテープを重ね貼りしていたり、逆に別の値札を貼ることで売値を改竄できないようシールにあえて切れ目を入れている店もある。

## タグピンによるもの
シャツ類などでは、各小売店によって襟タグなどの部分に値札のタグピンが、タグガンによって打ち込まれる場合がある。
小売店到着前に付けられている紙製ブランドタグは、ナイロン製のタグループなどで、ズボンのベルトループやファスナーのスライダーの穴、ボタンホールなどを通されていることがある。

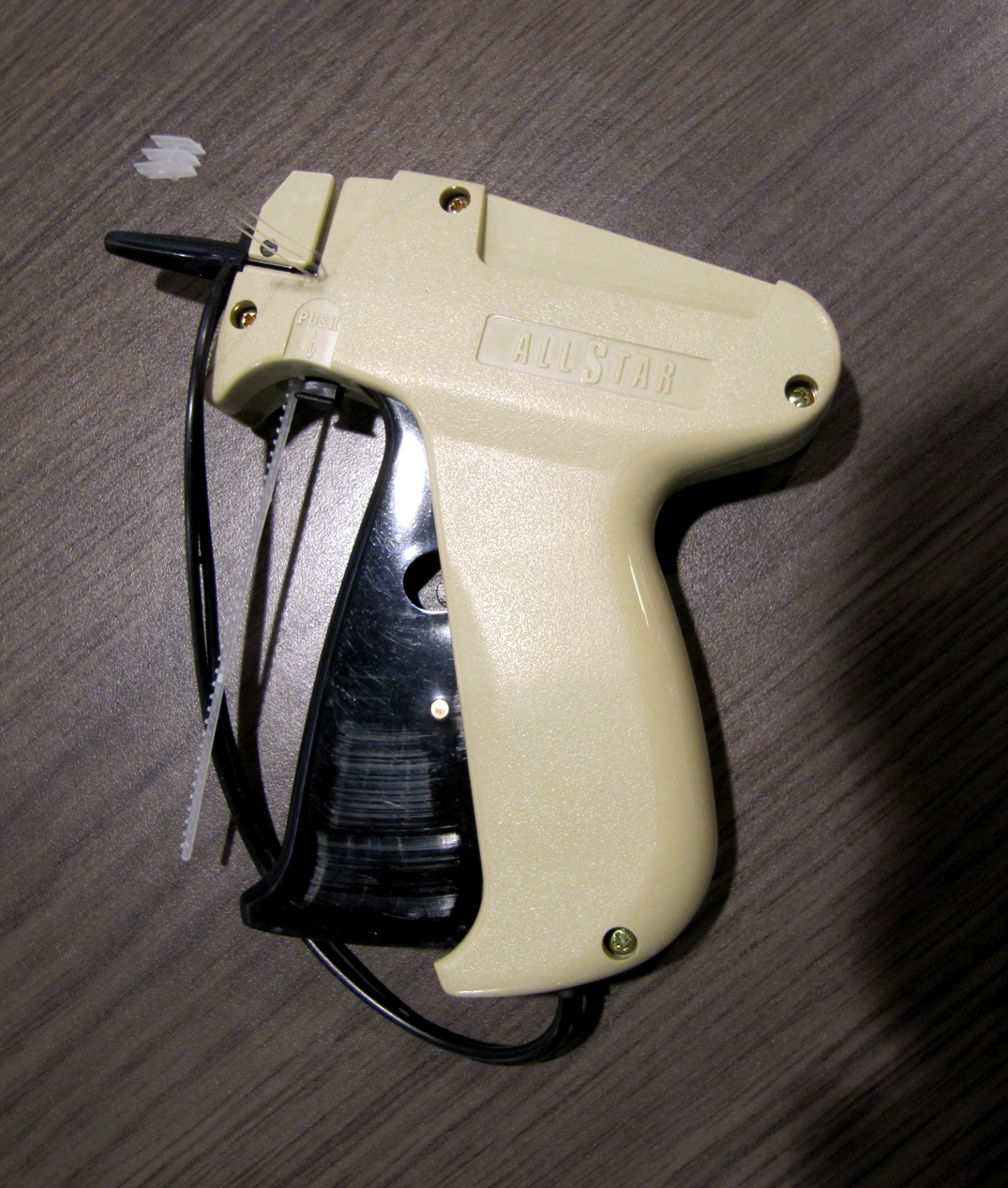
タグガン
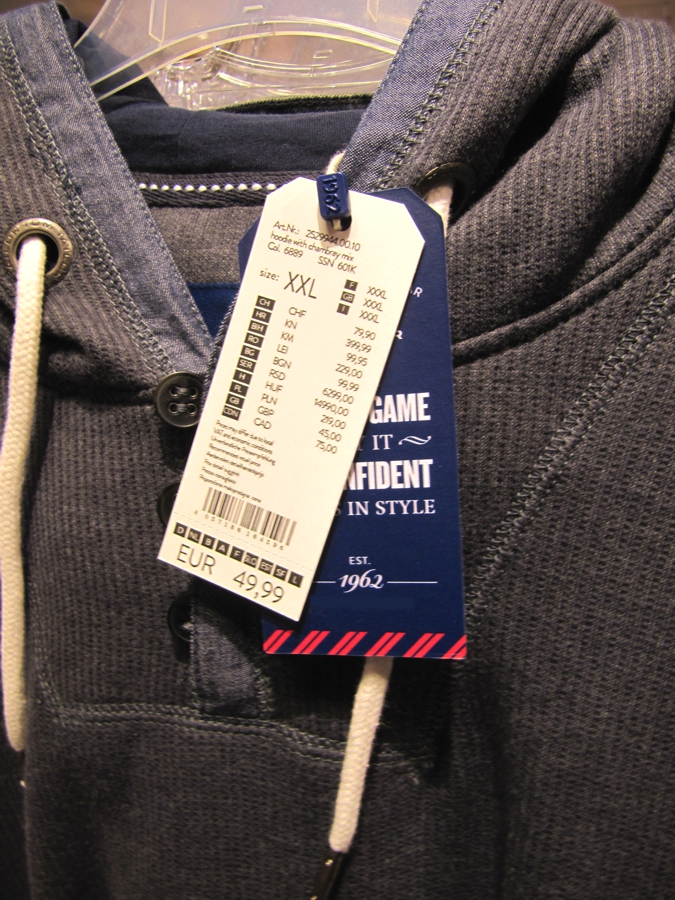
服に付けられたタグ

## 電子棚札

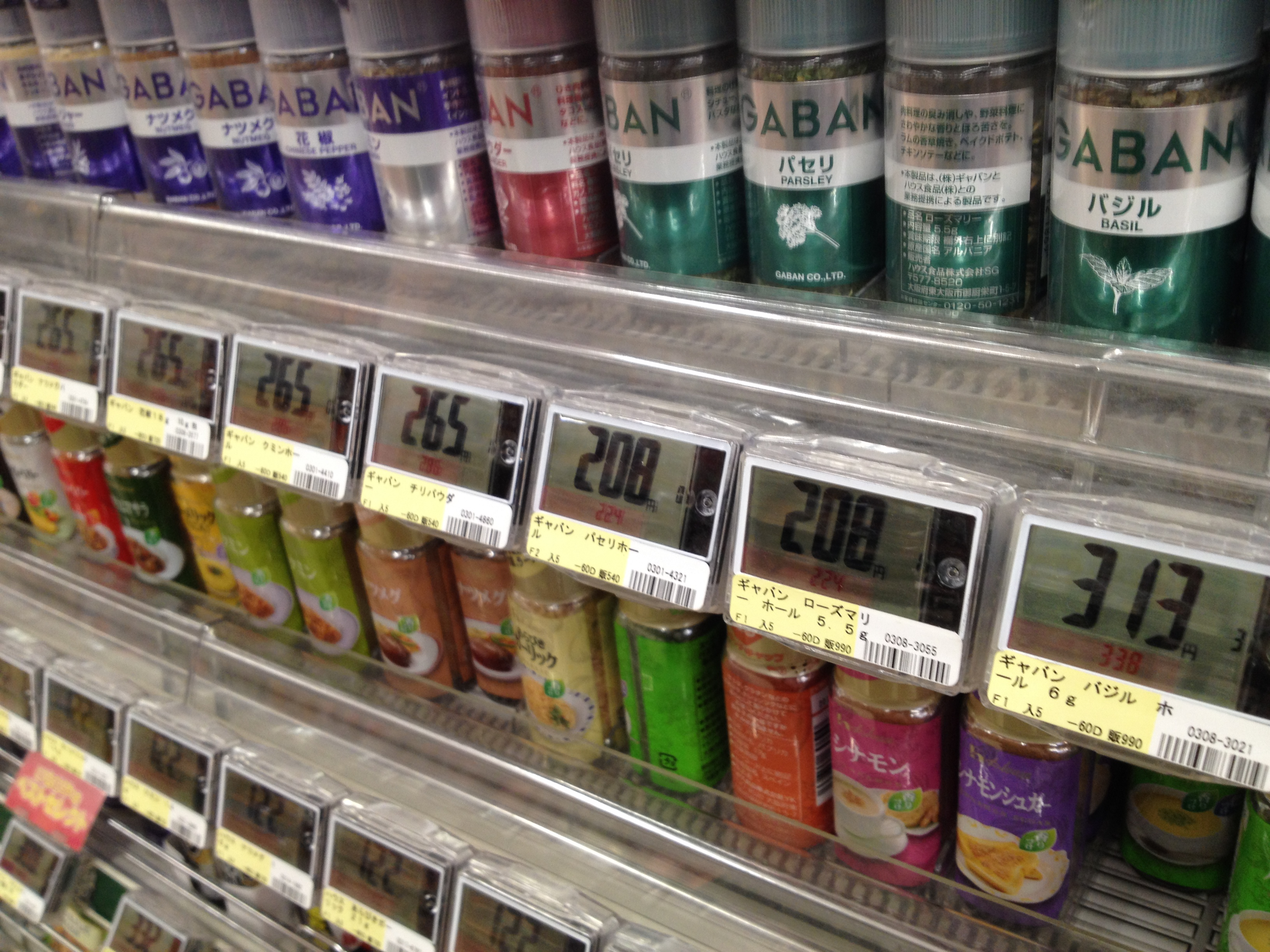
電子棚札の使用例

従来の個別の商品に値札を貼る方式では、機動的な価格変動への対応が困難である。そこで、大手流通チェーンなどでは、食品コーナーを中心として遠隔操作で価格表示を変更可能な液晶式の電子棚札が導入されている。赤外線発信装置を売り場の天井に、赤外線の受信装置と液晶画面を組み合わせた電子棚札を商品棚に設置し、ストアコントローラーからの操作により機動的に価格表示の変更が可能となると同時にレジのPOSシステムとも連動して表示価格で確実に精算することができる。